# Lijst van voetbalstadions in Indonesië
De Lijst van voetbalstadions in Indonesië omvat alle voetbalstadions in Indonesië met een capaciteit van 25.000 of meer.
| #  | Stadium                          | Capacity | City/Regency    | Province        | Home Team                                         | Opened |
| -- | -------------------------------- | -------- | --------------- | --------------- | ------------------------------------------------- | ------ |
| 1  | Gelora Bung Karnostadion         | 77,193   | Central Jakarta | Jakarta         | Indonesia national football team, Persija Jakarta | 1962   |
| 2  | Palaranstadion                   | 67,075   | Samarinda       | East Kalimantan |                                                   | 2008   |
| 3  | Gelora Bung Tomostadion          | 45,000   | Surabaya        | East Java       | Persebaya Surabaya                                | 2010   |
| 4  | Harapan Bangsastadion            | 45,000   | Banda Aceh      | Aceh            | Persiraja Banda Aceh                              | 1997   |
| 5  | Riau Mainstadion                 | 43,923   | Pekanbaru       | Riau            | PSPS Riau                                         | 2012   |
| 6  | Kanjuruhanstadion                | 42,449   | Malang          | East Java       | Arema                                             | 2004   |
| 7  | Lukas Enembestadion              | 40,263   | Jayapura        | Papua           | Persipura Jayapura                                | 2019   |
| 8  | Batakanstadion                   | 40,000   | Balikpapan      | East Kalimantan | Persiba Balikpapan                                | 2017   |
| 9  | Gelora Joko Samudrostadion       | 40,000   | Gresik          | East Java       | Gresik United                                     | 2017   |
| 10 | Gelora Bandung Lautan Apistadion | 38,000   | Bandung         | West Java       | Persib Bandung                                    | 2013   |
| 11 | Sultan Agungstadion              | 35,000   | Bantul          | D.I. Yogyakarta | Persiba Bantul                                    | 2007   |
| 12 | Mandala Krida-stadion            | 35,000   | Yogyakarta      | D.I. Yogyakarta | PSIM Yogyakarta                                   | 1976   |
| 13 | Gelora Delta-stadion             | 35,000   | Sidoarjo        | East Java       | Persida Sidoarjo, Deltras                         | 2000   |
| 14 | Aji Imbut-stadion                | 35,000   | Tenggarong      | East Kalimantan | Mitra Kukar                                       | 2008   |
| 15 | Maguwoharjo-stadion              | 31,700   | Sleman          | D.I. Yogyakarta | PSS Sleman                                        | 2007   |
| 16 | Kaharudin Nasution Stadium       | 30,000   | Pekanbaru       | Riau            | PSPS Riau                                         | 1980   |
| 17 | Mandalastadion                   | 30,000   | Jayapura        | Papua           | Persipura Jayapura                                | 1950   |
| 18 | Patriot Candrabhaga-stadion      | 30,000   | Bekasi          | West Java       | Persipasi Bekasi                                  | 1982   |
| 19 | Wibawa Mukti-stadion             | 30,000   | Bekasi          | West Java       | Persikasi Bekasi                                  | 2014   |
| 20 | Pakansaristadion                 | 30,000   | Bogor           | West Java       | Persikabo 1973                                    | 2015   |